# Franz Ferdinand von Troilo
Franz Ferdinand von Troilo (* um 1635; † 4. Juni 1704 in Stolpen, Hochstift Meißen) war Ritter des Ordens vom Heiligen Grab, Palästinafahrer und Verfasser einer orientalischen Reisebeschreibung.

## Leben
Franz Ferdinand von Troilo entstammte dem Tiroler Adelsgeschlecht Troilo. Seine Eltern waren Franz Friedrich von Troilo, Herr auf Lassoth im Fürstentum Neisse, und dessen Ehefrau N. N. von Pertock. Nach dem Besuch verschiedener Schulen und Universitäten reiste er durch Europa. Im Spanischen Heer soll er als Freiwilliger gedient haben. 1666 bis 1670 unternahm er eine Reise durch das Heilige Land, wo er zum Ritter des Ordens vom Heiligen Grab geschlagen wurde. Nach seiner Rückkehr blieb er zunächst auf den Familiengütern, wobei er die Zeit wahrscheinlich für die Abfassung seiner Reisebeschreibung nutzte. 1673 ist er als Kammerjunker in kursächsischen Diensten belegt sowie als Fähnrich der Leibgarde zu Fuß. 1680 erscheint er als Kapitänleutnant in der Festung Alt-Dresden. Ende 1682 war er Hauptmann und Kommandant der befestigten Burg Stolpen. In diesem Amt wurde er 1694 von Hans Wolf von Schönberg († 30. Juni 1696) abgelöst. Danach verliert sich seine Spur.
Sein Todesdatum (ohne Quelle) ist nur bei Rassmann verzeichnet. Auch sein Grab ist unbekannt.

## Familie
Franz Ferdinand von Troilo heiratete am 11. November 1678 Hedwig Sophia von Polenz a.d.H. Zschernowitz im Gubenischen Kreis (* 1659; † 20. März 1678 in Stolpen). Das Paar hatte zwei Söhne und zwei Töchter, darunter:
- Franz Christian (* um 1678)
- Franz Ferdinand († 1707 in Dresden), Fähnrich im Infanterieregiment des General-Wachtmeisters Wostromirsky

## Orientalische Reise
Troilo bestieg im Januar 1666 in Venedig ein Schiff und erreichte im Juni Jerusalem. Nach zwei Monaten reiste er mit einer Karawane zum Berg Sinai und anschließend über Jerusalem nach Konstantinopel, wo er im Juni 1667 ankam. Dort erlebte er große Hitze und kehrte im Oktober 1667 nach Jerusalem zurück. Dort kam er Ostern 1668 an und wurde zum Ritter des Heiligen Grabes geschlagen. Wegen einer schweren Erkrankung konnte er erst Ende des Jahres zurückreisen. In Alexandria nahm er ein französisches Schiff nach Livorno. Am 28. März 1669 legte das Schiff ab und wurde bei Malta von Barbaresken-Korsaren überfallen. Troilo und die Mannschaft wurden nach Algier gebracht und als Sklaven verkauft. Dort soll Troilo Ende des Jahres einen Bekannten getroffen haben, der ihn für 100 Dukaten freikaufte. Im Januar 1670 nahm er wieder ein Schiff nach Livorno, wo er dieses Mal unbeschadet ankam. Über Venedig und Wien kehrte er nach Hause zurück.

## Werke
- Franz Ferdinand von Troilo aus Ober-Schlesien Orientalische Reise, 1676, Digitalisat
- Andere Digitalisate